# Bad Homburg Open
Il Bad Homburg Open è un torneo femminile di tennis che si disputa annualmente a Bad Homburg in Germania dal 2021. Fa parte della categoria WTA 500 e si gioca sui campi in erba del TC Bad Homburg. La prima edizione del torneo si sarebbe dovuta tenere nel 2020, ma è stata cancellata a causa della pandemia di COVID-19. Nel 2024  Angelique Kerber ne viene nominata direttrice sportiva, e il torneo, precedentemente di categoria WTA 250, viene elevato alla categoria superiore.

## Albo d'oro

### Singolare
| Anno | Categoria                                | Campionessa                              | Finalista                                | Punteggio                                |
| ---- | ---------------------------------------- | ---------------------------------------- | ---------------------------------------- | ---------------------------------------- |
| 2020 | Annullato per la pandemia di Coronavirus | Annullato per la pandemia di Coronavirus | Annullato per la pandemia di Coronavirus | Annullato per la pandemia di Coronavirus |
| 2021 | WTA 250                                  | Angelique Kerber                         | Kateřina Siniaková                       | 6–3, 6–2                                 |
| 2022 | WTA 250                                  | Caroline Garcia                          | Bianca Andreescu                         | 6(5)–7, 6–4, 6–4                         |
| 2023 | WTA 250                                  | Kateřina Siniaková                       | Lucia Bronzetti                          | 6–2, 7–6(5)                              |
| 2024 | WTA 500                                  | Diana Šnajder                            | Donna Vekić                              | 6–3, 2–6, 6–3                            |
| 2025 | WTA 500                                  | Jessica Pegula                           | Iga Świątek                              | 6-4, 7-5                                 |

### Doppio
| Anno | Categoria                                | Campionesse                              | Finaliste                                | Punteggio                                |
| ---- | ---------------------------------------- | ---------------------------------------- | ---------------------------------------- | ---------------------------------------- |
| 2020 | Annullato per la pandemia di Coronavirus | Annullato per la pandemia di Coronavirus | Annullato per la pandemia di Coronavirus | Annullato per la pandemia di Coronavirus |
| 2021 | WTA 250                                  | Darija Jurak Andreja Klepač              | Nadiia Kičenok Raluca Olaru              | 6–3, 6–1                                 |
| 2022 | WTA 250                                  | Eri Hozumi Makoto Ninomiya               | Alicja Rosolska Erin Routliffe           | 6–4, 6(5)–7, [10–5]                      |
| 2023 | WTA 250                                  | Lidzija Marozava Ingrid Gamarra Martins  | Eri Hozumi Monica Niculescu              | 6–0, 7–6(3)                              |
| 2024 | WTA 500                                  | Nicole Melichar-Martinez Ellen Perez     | Chan Hao-ching Veronika Kudermetova      | 4–6, 6–3, [10–8]                         |
| 2025 | WTA 500                                  | Guo Hanyu Aleksandra Panova              | Ljudmyla Kičenok Ellen Perez             | 4-6, 7-6(4), [10-5]                      |